# Berg am Laim
Berg am Laim est un des vingt-cinq secteurs de la ville allemande de Munich.